# Adriana Cabrera Esteve
Adriana Cabrera Esteve (19 de junio de 1955, Montevideo) es una enfermera, periodista, escritora y activista por los derechos humanos uruguaya.

## Biografía
En 1974 debió trasladarse a Buenos Aires por razones políticas. Luego del Golpe de Estado en Argentina fue secuestrado su padre Ary Cabrera Prates quien permanece desaparecido, y también quien era entonces su pareja. En octubre de 1976 viajó en calidad de refugiada a Suecia donde residió hasta 1983. Vivió en Managua entre el 83 y el 85, lugar en que comenzó a escribir como periodista. Luego de la apertura democrática regresó al Uruguay. Es Licenciada en Enfermería, en el 2003 retomó la escritura, esta vez en el género narrativa. Es fotógrafa y cuenta con varias exposiciones realizadas tanto individuales como colectivas. Integra el Colectivo de Fotógrafas En Blanca y Negra.
Es una activista por los derechos humanos.

## Obras
- El fantasma del cuaderno negro, 2004
- Guidaí en la tierra sin tiempo, 2005
- Guidaí en tiempo de piratas, 2008
- Crimen en el Puente Mauá, 2009
- Guidaí en un duelo a muerte, 2012